# Macrosteles empetri
Macrosteles empetri är en insektsart som beskrevs av Ossiannilsson 1935. Macrosteles empetri ingår i släktet Macrosteles och familjen dvärgstritar. Enligt den finländska rödlistan är arten nära hotad i Finland. Arten är reproducerande i Sverige. Artens livsmiljö är åsmoskogar. Inga underarter finns listade i Catalogue of Life.